# 科爾賓 (喬治亞州)
科爾濱（英語：Corbin）是位於美國喬治亞州巴托縣的一個非建制地區。該地的面積和人口皆未知。

## 地理
科爾濱的座標為34°13′12″N 84°41′44″W / 34.22000°N 84.69556°W，而該地的平均海拔高度為323米（即1060英尺）。